# Keith Farley
Keith Farley, plus connu sous le nom de Farley « Jackmaster » Funk (né le 25 janvier 1962 à Chicago), est un DJ, compositeur et producteur américain de house. Il est considéré comme l'un des pionniers du genre.

## Biographie
En 1981, Keith Farley fonde Hot Mix 5, un collectif de disc jockeys. Il enregistre ensuite une série de disques house et acid house influents sur le label Trax Records de Chicago. En 1985, le single Jack the Bass (ainsi que Time to Jack de Chip E., tiré de l'EP Jack Trax) inaugure la mode de la danse jacking dans la Chicago house. Toujours en 1985, il sort Funkin' with the Drums Again, suivi en 1986 par Give Yourself to Me avec des voix de Kevin « Jack N House » Irving et du chanteur de gospel Ricky Dillard.
En 1986, son colocataire de l'époque, Steve « Silk » Hurley, qui était lui-même un important pionnier de la house, avait produit une reprise de I Can't Turn Around d'Isaac Hayes qui s'était bien vendue dans la région de Chicago. En entendant la version de Hurley, Farley s'associe à Jesse Saunders pour créer sa propre reprise du morceau, en conservant une grande partie de l'arrangement instrumental de Hurley, mais en changeant l'accroche de I Can't Turn Around en Love Can't Turn Around et en abandonnant le reste des paroles originales de Hayes, pour les remplacer par de nouvelles paroles de l'auteur Vince Lawrence. La voix principale a été interprétée par le chanteur d'église Darryl Pandy, qui a également interprété la chanson dans l'émission de télévision britannique Top of the Pops. La nouvelle version, Love Can't Turn Around, atteint la dixième place du UK Singles Chart en 1986. Elle occupe une place importante dans l'histoire de la house, car c'est le premier disque du genre à entrer dans le UK Singles Chart et à populariser la musique house à l'étranger.
Farley a plusieurs autres succès à la fin des années 1980, notamment House Nation en 1986, crédité aux House Master Boyz et aux Rude Boy of House, qui suit Love Can't Turn Around dans le top 10 britannique.
L'album No Vocals Necessary (1988) contient un morceau instrumental acid house piloté par 303, intitulé The Acid Life, qui est repris avec succès (mais sans crédit) par Technotronic sous le titre Pump Up the Jam (1989).
En dehors de ses propres travaux, il remixe, produit et édite pour d'autres artistes à cette époque. Il a également été DJ et s'est produit dans de nombreuses soirées dans la banlieue de Chicago, et se produit encore aujourd'hui en tant que DJ.

## Discographie

### Singles
- Jackin the Bass (titre au son très avant-gardiste, entièrement composé de percussions)
- Funkin' with the Drums Again
- It's You
- Thanks 4 the Trax U Lost
- I Need a Friend
- Love Can't Turn Around (version house de la chanson I Can't Turn Around d'Isaac Hayes, célèbre pour son jeu de piano virtuose et la performance vocale impressionnante de Darryl Pandy. Le titre devient un hit au Royaume-Uni en septembre 1986, atteignant la dixième place du classement hebdomadaire des meilleurs ventes de singles et devenant le premier titre de house music à intégrer ce classement[9])
- The Acid Life, dont le beat sera repris par Technotronic dans leur tube Pump Up the Jam.
- Give Yourself to Me
- Jack My Body